# A Shot at Glory
A Shot at Glory – album z muzyką skomponowaną przez Marka Knopflera do filmu Zwycięski gol (A Shot at Glory).

## Lista utworów
1. Sons of Scotland
2. Hard Cases
3. He's the Man
4. Training
5. The New Laird
6. Say Too Much
7. Four In A Row
8. All That I Have
9. Sons of Scotland
10. Its Over
11. Wild Mountain Thyme